# Jean Curtillet
Jean-Pascal Curtillet (Algeri, 21 settembre 1942 – 6 marzo 2000) è stato un nuotatore francese.

## Palmarès
- Europei

Lipsia 1962: oro nella 4x100m sl e argento nella 4x200m sl.